# ペーター・ルンデル
ペーター・ルンデル（Peter Rundel、1958年 - 、フリードリヒスハーフェン生まれ）は、ドイツのヴァイオリニスト、指揮者。
ジャン・バラケの全曲録音により、1998年にグランプリ・デュ・ディスクを受賞。1999年にはフランダース・ロイヤル・フィルハーモニー管弦楽団の指揮者となり、2000年からはウィーン・タッシェンオーパーの音楽監督を務めた。
2005年以来、ポルトガルのポルトにあるカーサ・ダ・ムジカのリミックス・アンサンブルの指揮者を務めている。

## 参照
- アンサンブル・モデルン